# Alfred Grünfeld

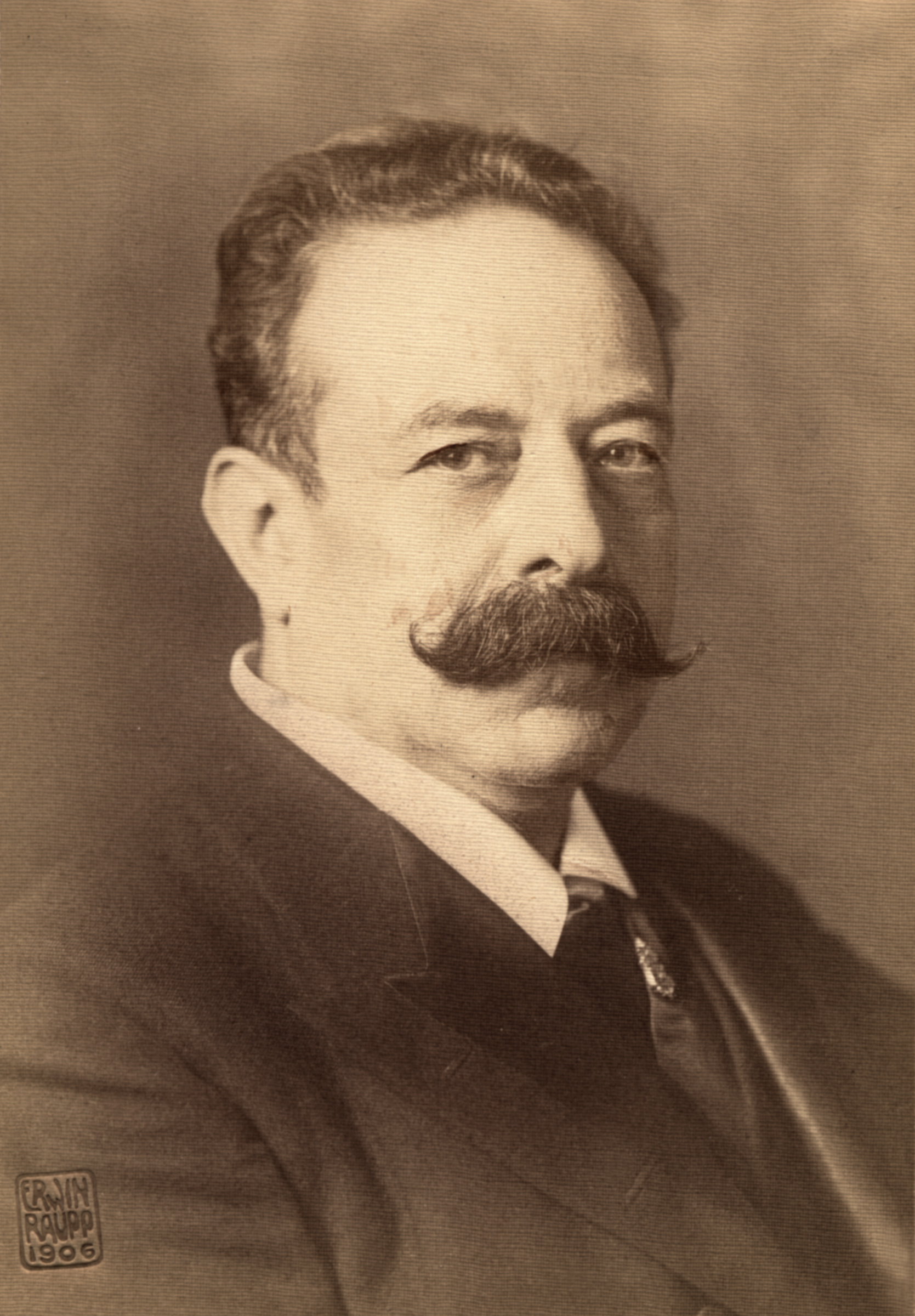
Alfred Grünfeld 1906

Alfred Grünfeld (Praga, 4 luglio 1852 – Vienna, 4 gennaio 1921) è stato un pianista e compositore austriaco.

## Biografia
Studiò con Höger e Josef Krejčí al Conservatorio di Praga e con Theodor Kullak alla Neue Akademie der Tonkunst a Berlino. Nel 1873 si trasferì a Vienna dove ricevette il titolo di "Kammervirtuose". Fece poi giri di concerti in Europa e negli Stati Uniti.
Durante una visita in Germania, Grünfeld venne insignito del titolo di pianista di corte dall'imperatore Guglielmo I di Germania. Dal 1897 divenne professore del Conservatorio di Vienna.
Egli fu il primo pianista a realizzare una registrazione discografica ed è stato realizzato un CD con alcune di queste registrazioni storiche.
La sua casa di Vienna in Getreidemarkt 10, riporta una targa commemorativa. La sua tomba si trova al cimitero Zentralfriedhof di Vienna.
Anche suo fratello, Heinrich Grünfeld fu un musicista.

## Opere
Fra le sue opere meritano una menzione i seguenti pezzi per pianoforte:
- Octave-study, op. 15;
- Minuet, op. 31;
- Spanish Serenade, op. 37.
- Johann Strauss II: Transcriptions & Paraphrases for Solo Piano - Die Fledermaus, op. 56.